# Calcicola
Calcicola es un género con dos especies de arbustos perteneciente a la familia Malpighiaceae. Es originario de México.

## Taxonomía
El género fue descrito por William Russell Anderson & C.Davis  y publicado en  Contributions from the University of Michigan Herbarium 25: 148, en el año 2007.

## Especies
- Calcicola parvifolia (Adr. Juss.) W. R. Anderson & C. Davis
- Calcicola sericea (Nied.) W. R. Anderson & C. Davis